# Reformierte Pfarrkirche Linz-Leonding
Die Reformierte Pfarrkirche Linz-Leonding in der Stadtgemeinde Leonding in Oberösterreich stammt aus den Jahren 1952–1953. Die Kirche ist die Pfarrkirche der Evangelisch-Reformierten Pfarrgemeinde H.B. Linz–Leonding. Die Pfarrgemeinde ist Teil der Evangelischen Kirche H.B. in Österreich. Dieses Kirchengebäude ist die einzige evangelisch–reformierte Pfarrkirche im Bundesland Oberösterreich.

## Die evangelisch-reformierte Pfarrkirche
Die Reformierte Pfarrkirche Linz-Leonding wurde 1952–1953 erbaut. Das Pfarrhaus in der Haidfeldstraße konnte 1952 bezogen werden, die Einweihung der Pfarrkirche geschah am 17. Oktober 1953. Im Jahr 2000 nahm die neue Elektro-Orgel ihre Dienste auf. Die Orgel ist eine Pfeifenorgel mit 7 Registern des deutschen Orgelbauers Link. Der Glockenturm wurde erst 2003 errichtet. Die Pfarrkirche ist im Rahmen der calvinistischen Kirchenarchitektur erbaut und daher typisch einfach gehalten. Die Kirche verfügt über Bänke, einen Ambo, den Abendmahltisch und einen Taufbeckenständer.

## Geschichte der evangelisch-reformierten Gemeinde
Die Geschichte der evangelisch-reformierten Pfarre Linz-Leonding ist eng verknüpft mit den Menschen, die ab 1722 als deutschsprachige Siedler in Südungarn, in Slawonien und in der Vojvodina lebten. Diese den Lehren von Johannes Calvin und Heinrich Bullinger folgenden Christen nahmen ab dem Toleranzpatent von 1781 in den österreichischen Ländern die Bezeichnung H.B. für Helvetisches Bekenntnis an. In den Jahren 1944 bis 1946 wurden diese deutschsprachigen Siedlungen vertrieben, eine Gruppe von etwa 1000 Personen fand im Raum Linz ihre neue Heimat.
Diese Personengruppe sammelte sich unter der Leitung von Pfarrer Heinrich Bolz und unter Mithilfe von Prediger Heinrich Benz, die selber Flüchtlinge waren, mit Unterstützung des Hilfswerkes der Evangelischen Kirchen der Schweiz (HEKS) zu einer Reformierten Kirchengemeinde in Linz. Es entwickelte sich eine Flüchtlingsseelsorge im Raum Wartberg an der Krems, Sattledt, Lambach, Linz sowie im Innviertel und im Raum Salzburg. In Traun-St.Martin und in Linz-Leonding (Doppl/Hart) wurden ab 1950 Baugrundstücke gekauft und Siedlungshäuser für die Flüchtlinge errichtet, gefolgt von der Fertigstellung der Kirche 1953. Bei der Kirche wurde vorerst auf die Errichtung eines Glockenturmes verzichtet, diese Geldmittel flossen später in den Bau des Kindergartens.
Nach dem Aufstand in Ungarn gegen den Kommunismus kam die nächste Flüchtlingswelle an evangelisch-reformierten Christen. In der Nähe der Kirche errichtete man 1958 einen Wohnblock für 18 ungarische Familien. An sozialen Einrichtungen baute die Gemeinde des Weiteren einen Kindergarten (in der Sandgasse) und ab 1964 ein Altenwohnheim (St. Martin, Defreggergasse).
Der Kindergarten wurde 1989 an die Stadt Leonding verkauft, um finanzielle Mittel für den Neubau des Gemeindezentrums zu erlangen. Der neue Gemeindesaal konnte 1993 eröffnet werden. Um das Gebäude auch außen als Kirche leichter erkennbar zu machen, wurde erstmals ein Glockenturm errichtet. Im Jahr 1994 bekam die Pfarrgemeinde zum ersten Mal einen Kurator, welcher nicht in der „Alten Heimat“ geboren war. Zur 50-Jahr-Feier der Gemeinde im Oktober 2003 läutete im neuen schmalen Glockenturm erstmals eine „echte“ Glocke den Gottesdienst ein.

## Evangelische Kirche H.B. in Österreich sowie Evangelische Kirche A. und H.B. in Österreich
Die Pfarrkirche Linz-Leonding ist die einzige evangelisch-reformierte Pfarrkirche H.B. in Oberösterreich. In ganz Österreich gehören heute neun Kirchengemeinden zur Evangelischen Kirche H.B. in Österreich. Die Evangelische Kirche H.B. (Helvetisches Bekenntnis) ist wiederum mit der Evangelischen Kirche A.B. in Österreich (Augsburger Bekenntnis) zur Evangelischen Kirche A. und H.B. in Österreich verwaltungsmäßig zusammengeschlossen, wobei auch die beiden Einzelkirchen A.B. und H.B. jeweils Körperschaften öffentlichen Rechts sind.